# José Júlio da Costa
José Júlio da Costa (14 de Outubro de 1893, Garvão, Ourique – Lisboa, 16 de Março de 1946) foi um activista da esquerda republicana portuguesa e suspeito da autoria do assassinato de Sidónio Pais, então Presidente da República Portuguesa, ocorrido no dia 14 de dezembro de 1918.

## Biografia
José Júlio da Costa nasceu a 14 de Outubro de 1893, na vila de Garvão, concelho de Ourique, o segundo dos sete filhos de Eduardo Brito Júlio e Maria Gertrudes da Costa Júlio, ambos de Garvão, pertenciam a famílias de grandes proprietários, tendo as principais propriedades de Ourique. Aquando da sua prisão era casado com Maria do Rosário Pereira Costa, de quem não houve filhos.
Aos 16 anos de idade, a 21 de Maio de 1910, alistou-se como voluntário no Exército Português, participando no levantamento militar que desembocou na Proclamação da República Portuguesa a 5 de Outubro de 1910. Colocado no exército colonial, participou em acções no Timor Português, Moçambique e Angola, o que lhe valeu um louvor em 27 de Dezembro de 1914. Dois anos depois, em 11 de Abril de 1916, abandonou o Exército com o posto de segundo-sargento e regressou à sua terra de origem. Ainda tentou realistar-se como voluntário para combater na Primeira Guerra Mundial, mas foi recusado.

## Assassinato de Sidónio Pais
Quando em 1918 ocorreu uma greve dos trabalhadores rurais de Vale de Santiago, José Júlio da Costa assumiu a posição de negociador entre as autoridades e os revoltosos, conseguindo um acordo. A actuação daqueles trabalhadores, liderados pela ala anarquista da Comuna da Luz de António Gonçalves Correia, foi considerada como perigosa para a ordem pública, e o Governo não aceitou os termos do acordo, sendo os grevistas severamente punidos, sendo alguns deportados para África.
Sentindo-se traído pela falta de palavra das autoridades, o já inconformado José Júlio da Costa radicalizou-se e jurou vingar os seus conterrâneos do Vale de Santiago, decidindo assim assassinar Sidónio Pais, o Presidente-Rei, então visto pela esquerda radical como o ditador cuja acção era a fonte da opressão das classes trabalhadoras e como o traidor que abandonara à sua sorte o Corpo Expedicionário Português que combatera nas trincheiras da França. 
Com aquele propósito, José Júlio da Costa deslocou-se então propositadamente de Garvão, pequena localidade do Baixo-Alentejo, até Lisboa, com o objectivo de terminar com o regime sidonista, ou seja pôr termo à República Nova assassinando o seu líder. A acção foi cuidadosamente preparada, como uma carta escrita pelo próprio a 12 de Dezembro bem o indicia..
A 14 de Dezembro de 1918, após jantar no Restaurante Silva, localizado no Chiado, dirigiu-se para a Estação do Rossio, onde aguardou a chegada do Chefe de Estado que devia partir rumo ao Porto no intento de resolver os problemas levantados pelas Juntas Militares. Quando Sidónio Pais se preparava para o embarque, no primeiro-andar da Estação, José Júlio da Costa furou o duplo e compacto cordão policial que o protegia, ao mesmo tempo que disparava uma pistola, dissimulada pelo seu capote alentejano. O primeiro projéctil alojou-se junto do braço direito do Presidente, e o segundo, fatalmente, no ventre, fazendo com que a vítima caísse de imediato por terra.
Apesar da enorme confusão que de imediato se instalou, e de que resultaram quatro mortos, não tentou fugir, deixando-se capturar.
Embora não existam provas convincentes, desde aquele tempo circulam teses que apontam para o envolvimento da Maçonaria na preparação do assassinato de Sidónio Pais, alegando-se que José Júlio da Costa estaria de alguma forma ligado àquela sociedade secreta. Apesar desses rumores, próprios de uma época em que a Maçonaria estava sob forte ataque por parte dos círculos mais conservadores, apenas se sabe que, José Júlio da Costa nutria grande simpatia pelo grão-mestre da época, Sebastião de Magalhães Lima. O próprio, em carta enviada a um correlegionário, afirma ter mantido contacto com ele, mas que o achou muito doente, receando mesmo pela sua vida que tão preciosa é a esta nossa tão amada terra. Carecem de prova documental ou testemunhal os rumores de que teria escrito uma carta a Magalhães Lima, a qual, sem mencionar o assassinato a que se propusera fazer, teria sido encontrada nos bolsos do Grão-Mestre quando aquele foi preso e conduzido aos calabouços do Governo Civil de Lisboa na noite do assassinato.
Um dos motivos apontados pelos defensores desta tese, é o facto de Sidónio Pais ter sido maçom, alegando-se que a Maçonaria não perdoaria aos seus antigos membros que se mostrassem renegados ou que abandonassem a organização, criando assim o mito que Sidónio Pais teria sido morto por outro mação, que seria José Júlio da Costa.
Outro motivo que apontava a cumplicidade da Maçonaria na morte de Sidónio Pais, era o conhecido apoio dado pela Maçonaria à República e aos republicanos que Sidónio Pais vinha traindo e perseguindo. Tal sentimento tinha levado a um extremar de posições, com os grupos apoiantes do sidonismo a acusarem a Maçonaria de estar por detrás do atentado falhado que este sofrera a 5 de Dezembro aquando da imposição de condecoração aos marinheiros do NRP Augusto de Castilho. A reacção antimaçónica levara a que no dia imediato, a 6 de Dezembro, a sede do Grande Oriente Lusitano Unido fosse invadida e saqueada.
A tese de que José Júlio da Costa pertencia à Maçonaria nunca foi confirmada, apresentando-se como provável pois aquela era uma organização elitista apesar de urbana, onde um militar e grande proprietário rural, entraria com facilidade. No caso de José Júlio da Costa fazer parte de alguma associação secreta, o que não seria de estranhar devido ao seu empenhamento político, poderia pertencer à Carbonária, um movimento bem mais radical e com forte implantação nas áreas rurais e entre as praças e sargentos das forças armadas. Contudo, desconhecem-se provas da ligação de José Júlio da Costa com qualquer associação secreta.
José Júlio da Costa faleceu em 1946, com 52 anos de idade, internado no Hospital Miguel Bombarda, depois de 28 anos de prisão sem direito a julgamento.